# Hadruroides inti
Espèce
Hadruroides inti est une espèce de scorpions de la famille des Caraboctonidae.

## Distribution
Cette espèce est endémique de la région d'Arequipa au Pérou. Elle se rencontre vers Camaná, Tanaca et Atico.

## Description
Le male holotype mesure 42,3 mm et les femelles paratypes de 38,2 à 47,0 mm.

## Étymologie
Le nom d'espèce fait référence à Inti, dieu du soleil selon la mythologie Inca.

## Publication originale
- Ythier, 2021 : « Two new species of Hadruroides Pocock, 1893 from Peru and Ecuador (Scorpiones, Caraboctonidae). » Faunitaxys, vol. 9, no 11, p. 1-8 (texte intégral).